# Tavast
Namnet Tavast har burits av flera släkter, se Tawast
Tavast var under senmedeltiden en av de främsta frälsesläkterna i Finland. På grund av deras stora förmögenhet och höga sociala ställning har flera andra släkter åberopat släktskap med dem men inget sådant har kunnat beläggas. Ättens medlemmar använde tillnamnet Tavast och det förefaller vara klarlagt att de hade fått namnet av sin hemtrakt Tavastland. 
Som ättens vapen fördes en vänstervänd väpnad arm.
Ättens äldste medlem väpnaren Olof Tavast (1373–1402) bodde på Alasjoki (senare Tavastila) i Virmo i Egentliga Finland men hade gods i Tavastland. Olof Tavast hade fyra söner och fem döttrar. 
Den äldste sonen var Nils Tavast (1402–1433) som fick frälsebrev 1407 och var häradshövding i Hauho i Tavastland. Han ägde vid sin död köpegodset Porkkala i Lampis som skulle bli släktens sätesgård. Genom sitt giftermål fick han också många gods i Sagu i Egentliga Finland. Av hans söner var Olof Tavast (1433–1460) liksom sin far häradshövding i Hauho, riddare och hövitsman på Tavastehus. Han hade också Porkkala som sin sätesgård men gjorde därutöver stora godsförvärv i Tavastland. Godskomplexet gick genom dottern Metta till hennes andre mans, Jeppe Perssons (Ille) arvingar. En annan son till Nils Tavast var kaniken i Åbo Jöns Tavast (1443–1467).
Olof Tavasts andre son Magnus (1357–1452) var biskop i Åbo 1412–1450. Ättens sista manliga medlem torde ha dött senast 1485.